# Palazzo dei Priori (Todi)
Il Palazzo dei Priori è un palazzo di Todi (PG) sito nella Piazza del Popolo ed oggi sede della Pretura. 

## Storia e Architettura
Fondato, in stile gotico, contestualmente ai vicini palazzi del Capitano e del Popolo, si erge nel lato di fronte al Duomo. Subì un ampliamento fra il 1334 ed il 1347.
La facciata ha due ordini di finestre eseguite nel 1513 in stile rinascimentale con arcate a tutto sesto.
In alto e verso sinistra è collocato un bronzo di Giovanni di Gigliaccio del 1339 raffigurante l'Aquila di Todi.
La torre, a base trapezoidale, fu eretta fra il 1369 ed il 1385.
Gli interni custodiscono la c.d. Sala delle Udienze, decorata da diversi affreschi del XIV secolo e attualmente sede dell'associazione culturale Photodi